# Greedy Boot 1
Greedy Boot 1 è una compilation di vari gruppi punk, pubblicata nel 2005.

## Tracce
1. Dwarves - Drinking Up Christmas - 2:27
2. Dwarves - Kaotica - 2:11
3. Dwarves - Massacre (Clean) - 3:06
4. The Holograms - Are You Ready - 2:32
5. Dwarves - Big Balls (Better Version) - 2:03
6. Dwarves - Speed Demon (UK Festival 2005) - 2:07
7. Earl Lee Grace - Seven Eleven - 0:25
8. Dwarves/Mondo Generator - Meth, I Hear You Calling (Demo) - 1:10
9. Greedy Bros. - Who Put The Methamphetemine? - 2:26
10. The Holograms - One Time Only - 1:27
11. Dwarves/Cool Millions - The KKK Took My Baby Away - 2:22
12. Blag Dahlia - This Jihad (demo) - 2:21
13. Dwarves - Dominator (Radio 2005) - 1:03
14. Sgt. Saltpeter - Shit's It! - 2:17
15. Dwarves - FEFU (Clean) - 2:34
16. Dwarves - Blast (Instrumental) - 1:21
17. Get the Hater - Killa Cali - 2:26
18. Dwarves - Down By The River (demo) - 2:43
19. Blag Dahlia - Travellin Blag - 3:59
20. Blag Dahlia - Metrosexual Man - 3:38
21. Don't Hate Me - 5:21